# Sven Thermænius
Sven Vilhelm Thermænius, född 30 mars 1910 i Stockholm, död 19 september 1971 i Kristianstad, var en svensk filmfotograf, regissör, manusförfattare, producent och målare. 
Han var son till disponenten Johan Alfred Thermænius och Gerda Callmander och gift med Essie Hylén. Efter avslutade skolstudier och resor i utlandet anställdes Thermænius i filmbranschen 1933 som kameraassistent vid Svensk Filmindustri. Som konstnär utförde han bland annat en större oljemålning av Ödeby komministergård i Närke och medverkade i några utställningar. Han var sondotterson till Carl Jacob Callmander och brorsdotterson till Constantin Callmander. 

## Regi i urval
- 1948 – Sotlugg och Linlugg
- 1950 - O helga natt
- 1950 - Gubben Noak

## Producent
- 1961 - Barna Hedenhös i världsrymden
- 1961 - Barna Hedenhös - Amerikaresan
- 1961 - Barna Hedenhös
- 1948 – Sotlugg och Linlugg

## Filmfoto i urval
- 1955 – Janne Vängman och den stora kometen
- 1954 – Farlig frihet
- 1950 – Påhittiga Johansson
- 1948 – Sotlugg och Linlugg
- 1948 – Loffe som miljonär
- 1947 – 91:an Karlssons permis
- 1947 – Kvarterets olycksfågel
- 1946 – Jag älskar dig, argbigga
- 1945 – Den glade skräddaren
- 1944 – Stopp! Tänk på något annat
- 1943 – Livet på landet
- 1942 – En äventyrare
- 1942 – Fallet Ingegerd Bremssen
- 1941 – Snapphanar
- 1941 – Soliga Solberg
- 1940 – Romans
- 1940 – Frestelse
- 1938 – Du gamla du fria
- 1938 – Sol över Sverige
- 1936 – Janssons frestelse
- 1936 – Bombi Bitt och jag